# Mpoxvirus
Mpoxvirus eller  MPXV (tidligere Monkeypox-virus eller Abekoppevirus) er årsag til sygdommen mpox (tidligere kendt som abekopper). Det er en stor, indhyllet dobbeltstrenget DNA-virus, der tilhører Orthopoxvirus-slægten i Poxviridae-familien, som også rummer den berygtede og dødsensfarlige, men nu udryddede variola-virus eller koppevirus, årsagen til kopper.
Dyreværter omfatter en række aber og gnavere. Mpoxvirus blev først konstateret blandt aber på Statens Seruminstitut af Preben von Magnus i 1958.
Der er to forskellige genetiske klader eller varianter af mpoxvirus: den centralafrikanske klade (Clade I, også kaldet “Congo Basin”) og den vestafrikanske klade (Clade II). Den centralafrikanske klade har historisk set forårsaget mere alvorlig sygdom og blev anset for at være mere overførbar. Den geografiske skillelinie mellem de to klader har været i Cameroun, det eneste land, hvor begge virusklader er blevet fundet.
Siden 1970 er tilfælde af mpox hos mennesker blevet rapporteret i 11 afrikanske lande samt i rejsende fra afrikanske lande og fra maj 2022 spredte mpoxvirus sig til snesevis af lande og inficerede titusindvis af mennesker, overvældende mænd, der har sex med mænd. Den 23. juli 2022 erklærede Verdenssundhedsorganisationen mpox for en global sundhedsnødsituation.
I august 2024 er klærede verdenssundhedsorganisationen igen mpox for en global sundhedsnødssituation. Hovedårsagen til erklæringen var den regionale stigning i antallet af mpox-tilfælde  i Central- og Østafrika og spredningen til nærliggende lande.

## Historisk
I 1958 var Preben von Magnus på Statens Seruminstitut den første til at bekræfte forekomsten af mpoxvirus og til at beskrive mpox i laboratorie-javamakaker under to udbrud af sygdommen i sommeren og efteråret samme år.
Lidt mere end tredive tilfælde af aber med mpox blev rapporteret, mere end halvtreds dage efter deres ankomst med skib fra Singapore. Der var ingen dødsfald og ingen overførsel fra abe til menneske. Ikke alle de udsatte aber havde sygdommen. Han isolerede virussen fra nyrevævscellekultur og fra den chorioallantoiske membran i kyllingeembryoner. Det karakteristiske udseende af virussen fik von Magnus til at udlede, at den tilhørte kopper-vaccinia-gruppen af Poxviridae.
I 1968 rapporterede WHO, at det ikke var sjældent at observere udbrud af formodet kopper og mpox hos laboratorieaber på mere end 25 biologiske institutioner rundt om i verden, og at yderligere forskning var berettiget for at vurdere modtagelighed hos mennesker. Det var først i 1970, mere end ti år efter von Magnus identificerede virussen, at mpox første gang blev påvist hos mennesker.

## Naturlige værter
Forskellige dyrearter er blevet identificeret som modtagelige for mpoxvirus. Dette inkluderer reb-egern, træegern, gambiske pungrotter, dormus, aber og andre arter. Der er fortsat usikkerhed om den naturlige udviklingshistorie af mpoxvirus, ligesom de helt nøjagtige reservoirer og viruscirkulationens opretholdelse i naturen ikke kendes.

## Virion
Indhyllet, murstensformet virion, 250nm lang og 200nm bred. Overflademembranen viser overfladetubuli eller overfladefilamenter. Der findes to forskellige infektiøse viruspartikler: den intracellulære modne virus (IMV, intracellular mature virus) og den ekstracellulære membrankappede virus (EEV, extracellular enveloped virus). 

## Clade I og Clade II
Der er to genetisk adskilte former for mpox: Clade I, der hovedsageligt ses i Den Demokratiske Republik Congo og andre centralafrikanske lande, og Clade II, som forårsagede det verdensomspændende udbrud i 2022 med 95.000 tilfælde og 185 dødsfald, mest blandt homoseksuelle og biseksuelle mænd, se  2022–2023 mpox udbrud.
Clade I  er typisk erhvervet ved indtagelse af eller kontakt med inficerede dyr. Clade I dræber så mange som 6 procent af de inficerede og er mest farlig for børn under 15. En ny undertype kaldet Clade Ib, der dukkede op i 2023, er i stand til overførsel fra menneske til menneske. Denne undertype dukkede op hos heteroseksuelle kvinder og mænd - i mange tilfælde prostituerede - i dele af Congo og hos børn i Congo og Burundi.

## Genom
Mpoxvirus har et genom bestående af omkring 200 gener i et lineært dobbeltstrænget DNA (dsDNA) på 170-250 kb, eksempelvis 197 233 bp. Generne koder for virulensproteiner, proteinsyntese-maskineri, transkriptionsfaktorer, enzymer, kerneproteiner og membranproteiner m.m. Det lineære genom er afsluttet af såkaldte inverted terminal repeat (ITR) sekvenser, som danner kovalent lukkede hårnåletermini i begge ender.

## Virulensproteiner
Ligesom andre poxvirus har Mpoxvirus karakteristiske proteiner, der vanskeliggør værtens kontrol med og bekæmpelse af virusinfektionen:
- BR-203: virulence protein
- BR-209: interleukin-1β binding protein
- COP-C3L: complement control protein. [15]

## Replikationscyklus
Poxvirus har en kompleks livscyklus.
- Vedhæftning: Mpoxvirus’ overflade-proteiner hæfter sig til værtscellernes glycosaminoglycaner (GAG) og medierer endocytose af virus ind i værtscellen. Alternativt kan virus også optages ved apoptotisk mimik, en cellulær proces hvor virus PtdSer erkendes af dendritiske celler og makrofager og inducerer optagelse i cellerne ved makropinocytose. Efter fusion med plasmamembranen frigives virus-DNA i værtscytoplasmaet.
- Tidlig fase: De tidlige gener, dvs. gener for replikationsmaskineri og transkriptionsfaktorer, transskriberes i cytoplasmaet af den virale RNA-polymerase. Tidlig ekspression begynder 30 minutter efter infektion. Når den tidlige ekspression slutter, er kernen fuldstændig blottet, og det virale genom er frit i cytoplasmaet.
- Mellemfase: De mellemliggende gener udtrykkes, hvilket udløser genomisk DNA-replikation ca. 100 minutter efter infektion.
- Sen fase: Sene gener udtrykkes fra 140 minutter til 48 timer efter infektion og producerer alle strukturelle proteiner.
- Samling af afkomsvirioner starter i cytoplasmatiske virale fabrikker, der producerer en sfærisk umoden partikel. Denne viruspartikel modnes til murstensformet intracellulær moden virion (IMV) og kan frigives ved cellelyse eller kan erhverve en anden dobbeltmembran fra trans-Golgi og knopskyde som eksternt indhyllet virion (EEV).

## Vaccine
Ligesom andre ortopoxvirus er mpoxvirus meget mere stabil for så vidt angår mutationer og nye varianter i stik modsætning til små RNA-virus som coronavirus.
Ældre mennesker der er vaccineret mod kopper vil være krydsbeskyttet mod mpox. Koppe-/abekoppevaccinen “JYNNEOS” udviklet og produceret af det danske firma Bavarian Nordic kan forebygge kopper, mpox, vaccinia og andre sygdomme forårsaget af ortopoxvirus. Denne vaccine er lavet ved hjælp af svækket levende vacciniavirus og kan ikke forårsage kopper, mpox eller nogen anden sygdom.
Vaccineudviklingen imod abevirus er rettet mod proteiner fra begge former, selvom IMV-formen menes at spille hovedrollen i vært-til-vært-transmissionen.